# Maksisingiel
Maksisingiel, maxi-singiel, maksisingel – wydawnictwo muzyczne, singel złożony z więcej niż dwóch utworów.

## Historia
Początkowo maksisinglem określano 7-calową płytę gramofonową z trzema, a nie dwoma ścieżkami. Za pierwszy maksisingel na świecie uznaje się „In the Summertime” Mungo Jerry’ego z 1970 roku. Z czasem maksisingle zaczęto przeważnie wydawać na 12-calowych płytach gramofonowych przy prędkości odtwarzania 45 obr./min. Tego typu wydawnictwa zwykle zawierały trzy lub cztery ścieżki, w tym wydłużoną wersję głównej piosenki.
W latach 80. zaczęto też produkować maksisingle kasetowe. Później zaczęły być wydawane na płytach kompaktowych i takie single oznaczane są zwyczajowo skrótem CDM lub MCD. W XXI wieku, wraz z rozwojem dystrybucji cyfrowej, zaczęto też wydawać maksisingle w formacie digital download.
Maksisingle często zawierają po kilka wersji tych samych utworów, np. tzw. wersję albumową, wersję radio edit, wersję instrumentalną, wersję live lub różnorakie remiksy. Mogą to być także po prostu poszerzone o dodatkowe utwory wersje wydanych osobno tradycyjnych, 2-ścieżkowych singli. Kompaktowe maksisingle mogą zawierać dodatki wideo w postaci teledysków.